# Поляничко Михайло Деонисович
Михайло Денисович Поляничко (1921) — український радянський дипломат. Надзвичайний і Повноважний Посол СРСР. Заступник Міністра закордонних справ УРСР. Постійний Представник Української РСР в ООН (1968–1973).

## Біографія
Народився в 1921 році. Його кар'єра була тісно пов'язана з МЗС УРСР, де він очолював відділ міжнародних організацій МЗС, був першим секретарем МЗС (на 1958 рік). З вересня 1967 року — заступник міністра закордонних справ Української РСР. Починаючи з 1957 року входив до складу делегацій УРСР на сесіях Генеральної Асамблеї ООН дев'ять разів. Працюючи в МЗС УРСР мав змогу зустрічати закордонні делегації, які відвідували українську столицю Київ. В ООН він був обраний головою Східноєвропейської групи країн ООН, та на початку 1968 року виступав як речник цієї групи у зверненні до генерального секретаря ООН в інтересах Східної Німеччини, яка не була членом ООН.
За його керівництва статус українського представництва в ООН суттєво зріс. Крім того, додатково з'явилася посада заступника Постійного представника яку займав Михайло Гетьманець. Також в представництві працював радник, три перші секретарі, два другі секретарі і один аташе. В цей період Другим секретарем працював Віктор Батюк, посаду аташе займав Олександр Овсюк.

## Нагороди та відзнаки
- Почесна грамота Президії Верховної Ради УРСР (1972)
- Орден Трудового Червоного Прапора (1972)[4]